# 2020年東京オリンピック構想

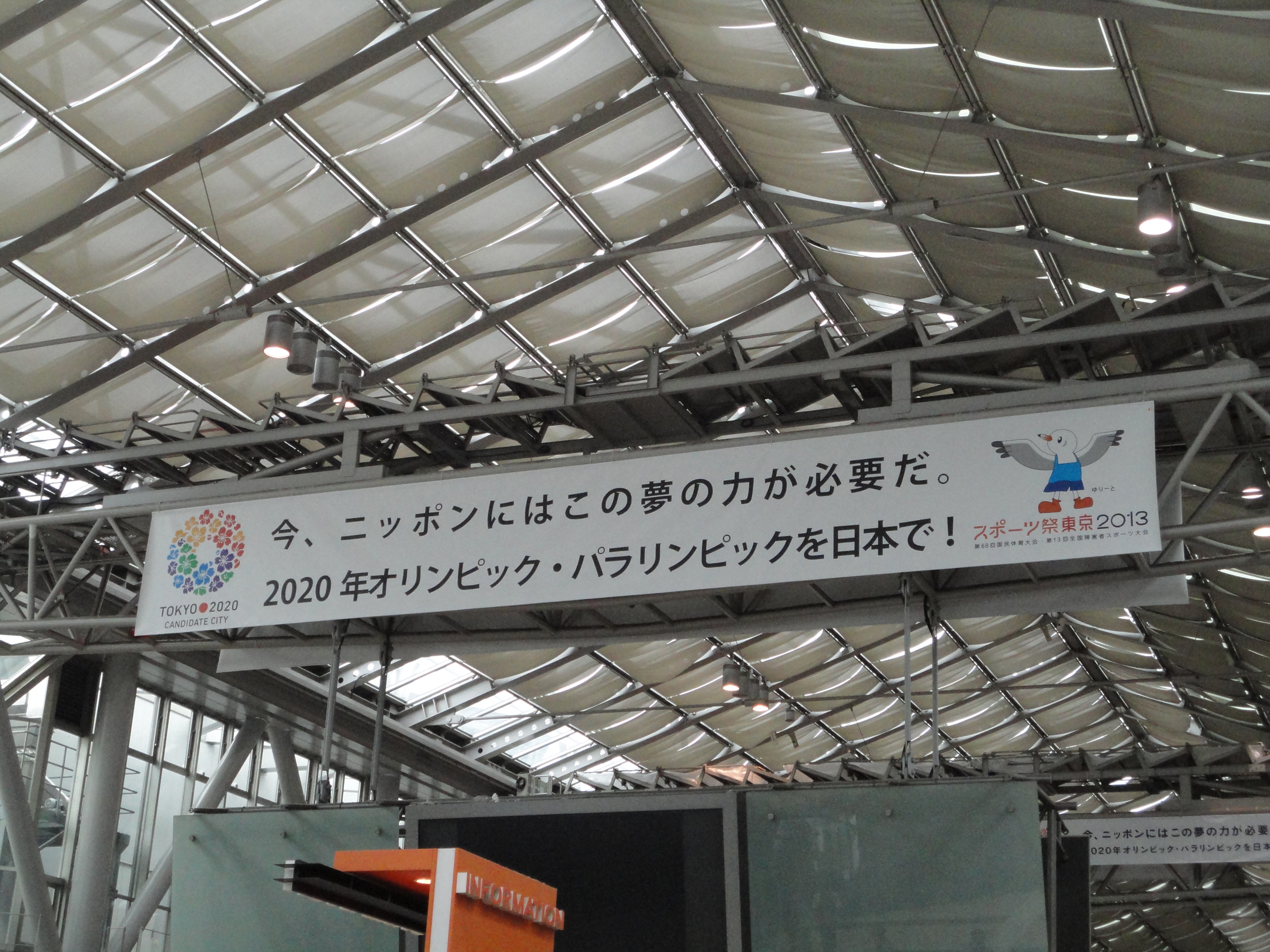
東京ビッグサイトにて、2020年東京オリンピック構想への支持を訴える宣伝

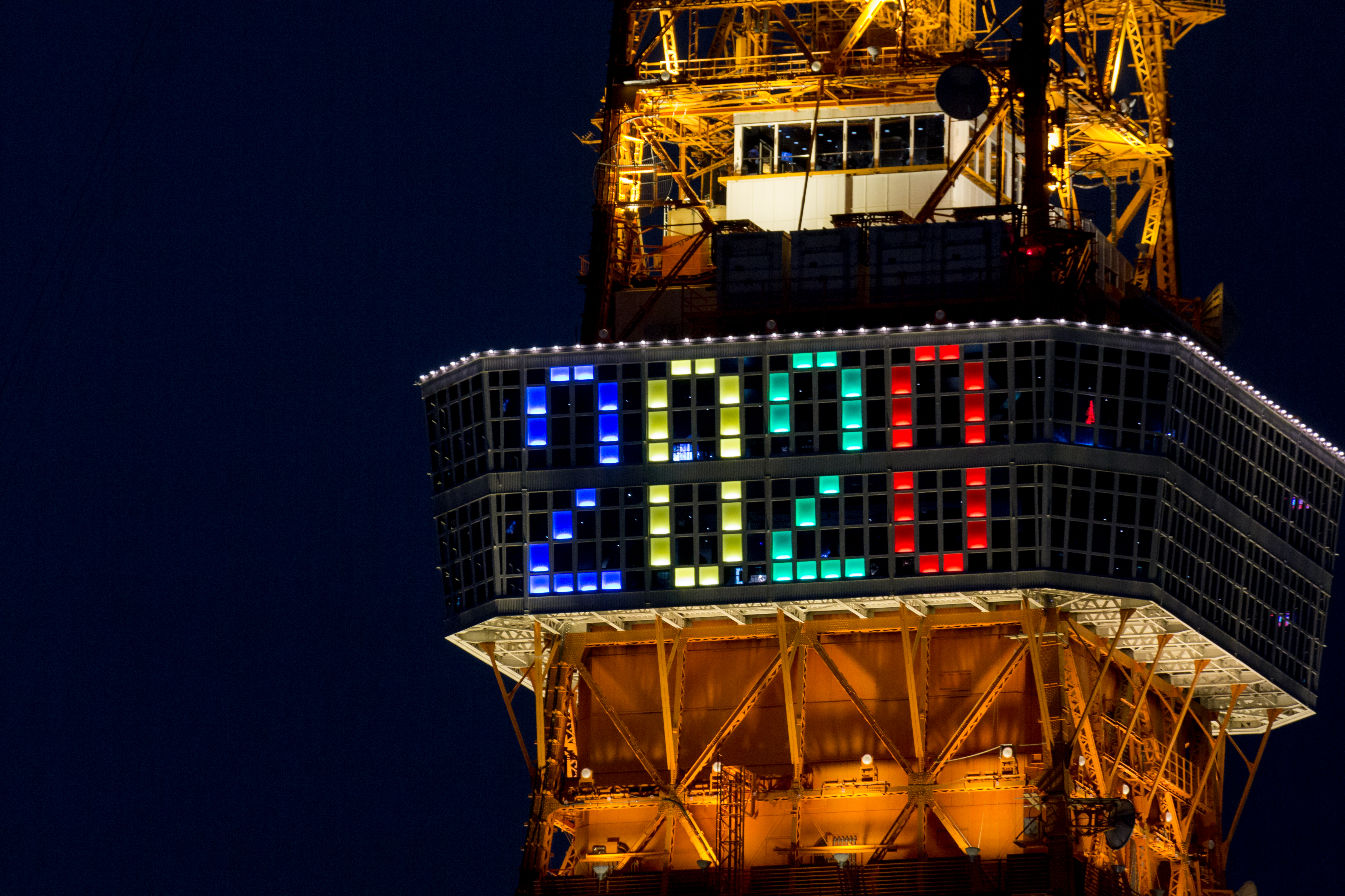
東京タワーの窓文字

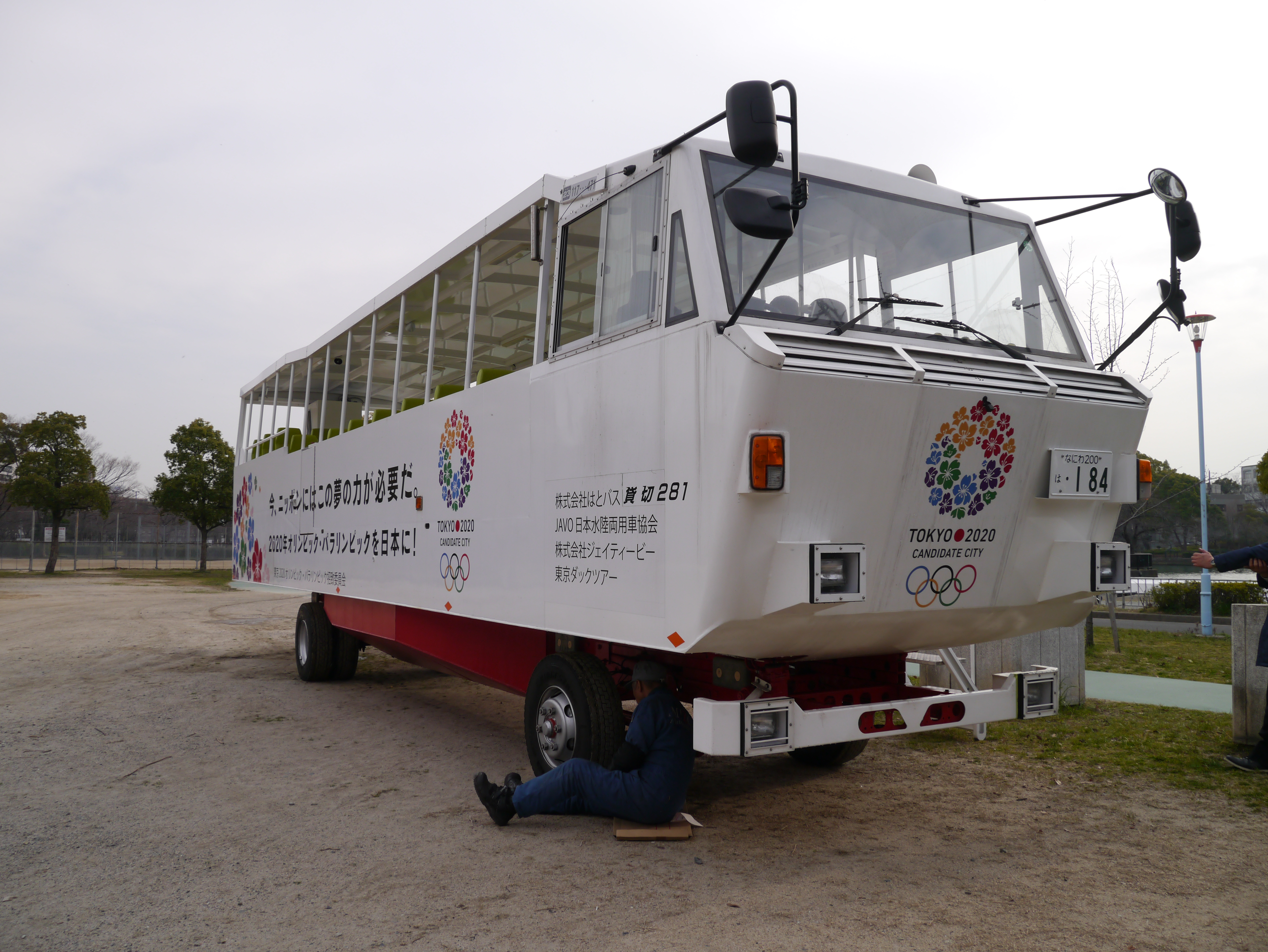
LEGEND零THREE号

2020年東京オリンピック構想（2020ねんとうきょうオリンピックこうそう）は、2020年オリンピック・パラリンピック競技大会を東京都に招致する構想。東京の立候補はリオデジャネイロ開催となった2016年大会の招致から2回連続となった。2013年9月7日にブエノスアイレスで開かれた第125次IOC総会で2020年大会の開催都市に東京が選ばれた。

## 開催計画
東京2020オリパラ招致委員会は、2013年1月8日に詳細な開催計画をまとめた「立候補ファイル」を公表した。他都市を含めた開催地選考と問題点については2020年夏季オリンピックの開催地選考を参照のこと。

### スケジュール
オリンピック
正式名称:第32回オリンピック競技大会
英文名称:The Games of the XXXII Olympiad
開催期間:2021年7月23日（金）- 8月8日（日）　（コロナ禍で延期となった。）
日程について大会コンセプトの中で、晴れる日が多いこと、温暖であることが挙げられ、「アスリートが最高の状態でパフォーマンスを発揮できる理想的な気候」だとしている。
パラリンピック
正式名称:東京2020パラリンピック競技大会
英文名称:Tokyo 2020 Paralympic Games
開催期間:2021年8月24日（火）- 9月5日（日）　（コロナ禍で延期となった。）

### ビジョン

#### Discover Tomorrow 未来（あした）をつかもう
成熟都市でのオリンピック開催意義を示す
- 2012年ロンドン大会同様に成熟都市で開催することで、確立されたインフラや安定した社会から生まれるあらゆる恩恵を示す
- 1964年東京大会で生まれた国民の団結、誇り、自信を再び取り戻す

質の高い綿密な計画と安全な大会の開催
- 2016年大会招致活動（2016年東京オリンピック構想）での教訓を糧にブラッシュアップした開催計画
- 優れた交通網と輸送システム及び豊富な宿泊施設によるスムーズな大会運営の実施
- 良好な治安と優れたセキュリティ計画による安全な大会運営の実施
- 大規模な国際大会の開催経験に基づいた的確な大会運営能力

大都市東京の中心で行うダイナミックな祭典
- 選手村を中心とした半径8km圏内に85%の競技会場を配置したコンパクトな会場配置
- 大都市東京の中心で大半の競技を行うことで大会をより盛り上げる
- 競技のほかにも文化イベントやライブサイトなどのフェスティバルを各地で開催

### 式典
場所
開閉会式は2019年に建て替えが完了した国立競技場で行われる
日時
開会式は2021年7月23日20時-23時、閉会式は同年8月8日20時-23時に行われる（コロナ禍で延期となった）
コンセプト
「United by Emotion」をテーマに、多様性と調和の演出を行う

### 被災地支援
東京の計画書では東日本大震災からの復興の一環として、オリンピック・パラリンピックの開催及び準備期間における32の被災地支援策を計画している。この計画は、東京招致委員会のメンバーとして加わっている岩手県、宮城県、福島県の東北3県の知事と東京都が合同で開催した復興専門委員会の中で策定された。主な支援策は以下の通り。
- サッカー予選会場の1つとして宮城スタジアムを使用
- 聖火リレーに被災地の住民が参加して三陸海岸沿岸をリレー
- 競技施設の建設や改修には被災地の企業を中心に発注
- 大会開催前における各国の事前合宿地として東北地方を中心に提供
- 被災地の中高生が大会の式典や文化イベントに積極的に参加
- 大会期間中に東北を紹介するイベントを都内各地で開催

### 競技会場
| 会場                                  | 競技                                                         | 競技                                                        | 収容人数 ()内はパラリンピック                                 | 施設計画 |
| 会場                                  | オリンピック                                                 | パラリンピック                                              | 収容人数 ()内はパラリンピック                                 | 施設計画 |
| ------------------------------------- | ------------------------------------------------------------ | ----------------------------------------------------------- | ------------------------------------------------------------- | -------- |
| 国立競技場                            | ・開会式 ・閉会式 ・陸上 ・サッカー(決勝) ・マラソン(発着点) | ・開会式 ・閉会式 ・陸上                                    | 80000人                                                       | 計画     |
| 国立代々木競技場                      | ・ハンドボール                                               | ・車いすラグビー                                            | 12000人(12000人)                                              | 既存     |
| 東京体育館                            | ・卓球                                                       | ・卓球                                                      | 8000人(8000人)                                                | 既存     |
| 日本武道館                            | ・柔道                                                       | ・柔道                                                      | 11000人(11000人)                                              | 改修     |
| 東京国際フォーラム                    | ・ウエイトリフティング                                       |                                                             | 5000人                                                        | 既存     |
| 皇居外苑                              | ・自転車(ロードレース)スタート地点                           |                                                             | 1000人                                                        | 仮設     |
| 両国国技館                            | ・ボクシング                                                 |                                                             | 10000人                                                       | 既存     |
| 有明アリーナ                          | ・バレーボール                                               | ・シッティングバレーボール                                  | 15000人(15000人)                                              | 新設     |
| 有明BMXコース                         | ・自転車(BMX)                                                |                                                             | 5000人                                                        | 仮設     |
| 有明ベロドローム                      | ・自転車(トラック)                                           | ・自転車(トラック)                                          | 5000人(5000人)                                                | 仮設     |
| 有明体操競技場                        | ・体操                                                       | ・ゴールボール                                              | 12000人(5000人)                                               | 仮設     |
| 有明テニスの森                        | ・テニス                                                     | ・車いすテニス                                              | A:10000人(10000人) B:5000人(3000人) C:3000人(2500人) D:2500人 | 改修     |
| お台場海浜公園                        | ・トライアスロン ・水泳(マラソン)                            | ・自転車(ロード) ・パラトライアスロン                       | 10000人(10000人)                                              | 仮設     |
| 潮風公園                              | ・ビーチバレー                                               |                                                             | 12000人                                                       | 仮設     |
| 東京ビッグサイトホールA               | ・レスリング                                                 | ・パワーリフティング                                        | 10000人(5000人)                                               | 既存     |
| 東京ビッグサイトホールB               | ・フェンシング ・テコンドー                                  | ・ボッチャ                                                  | 8000人(5000人)                                                | 既存     |
| 大井ホッケー競技場                    | ・ホッケー                                                   | ・A面:脳性麻痺者7人制サッカー ・B面:視覚障害者5人制サッカー | A:10000人(10000人) B:5000人(4000人)                           | 新設     |
| 海の森クロスカントリーコース          | ・馬術(クロスカントリー)                                     |                                                             | 0                                                             | 仮設     |
| 海の森水上競技場                      | ・カヌー(スプリント) ・ボート                                | ・パラカヌー ・ボート                                       | 14000人(14000人)                                              | 新設     |
| 海の森マウンテンバイクコース          | ・自転車(マウンテンバイク)                                   |                                                             | 2000人                                                        | 仮設     |
| 若洲オリンピックマリーナ              | ・セーリング                                                 | ・セーリング                                                | 2000人(2000人)                                                | 新設     |
| 霞ヶ関カンツリー倶楽部                | ・ゴルフ                                                     |                                                             | 1000人                                                        | 既存     |
| 葛西臨海公園                          | ・カヌー(スラローム)                                         |                                                             | 12000人                                                       | 新設     |
| 夢の島ユースプラザ・アリーナA         | ・バドミントン                                               | ・車いすバスケットボール ・車いすフェンシング               | 7000人(7000人)                                                | 新設     |
| 夢の島ユースプラザ・アリーナB         | ・バスケットボール                                           | ・車イスバスケットボール(決勝)                              | 18000人(18000人)                                              | 新設     |
| 夢の島公園                            | ・アーチェリー                                               | ・アーチェリー                                              | 7000人(7000人)                                                | 新設     |
| 夢の島陸上競技場                      | ・馬術(馬場馬術/障害馬術)                                    | ・馬術                                                      | 14000人(14000人)                                              | 既存     |
| アクアティックセンター                | ・水泳(競泳/飛込/アーティスティック)                         | ・水泳(競泳)                                                | 20000人(20000人)                                              | 新設     |
| ウォーターポロアリーナ                | ・水泳(水球)                                                 |                                                             | 6500人                                                        | 仮設     |
| 武蔵野の森公園                        | ・自転車(ロードレース)ゴール地点                             |                                                             | 1000人                                                        | 仮設     |
| 武蔵野の森総合スポーツ施設            | ・近代五種(フェンシング/水泳)                                |                                                             | 8000人                                                        | 計画     |
| 陸上自衛隊朝霞訓練場                  | ・射撃                                                       | ・射撃                                                      | クレー:4600人 ライフル:3000人(3000人)                         | 仮設     |
| 東京スタジアム （味の素スタジアム）   | ・ラグビー ・サッカー(予選) ・近代五種(射撃/ランニング/馬術) |                                                             | 50000人                                                       | 既存     |
| 札幌ドーム                            | サッカー(予選)                                               |                                                             | 41000人                                                       | 既存     |
| 宮城スタジアム                        | サッカー(予選)                                               |                                                             | 50000人                                                       | 既存     |
| 埼玉スタジアム2002                    | サッカー(予選)                                               |                                                             | 64000人                                                       | 既存     |
| 横浜国際総合競技場 （日産スタジアム） | サッカー(予選)                                               |                                                             | 72000人                                                       | 既存     |

- 国立競技場
- 日本武道館
- 東京国際フォーラム
- 東京ビッグサイト

### 関連施設
- 晴海埠頭 - 選手村
- 東京ビッグサイト - メインプレスセンター (MPC)・国際放送センター (IBC)
- 帝国ホテル東京 - IOC本部

- 選手村が設置される計画の晴海地区
- 2016年の時のメインスタジアム建設予定地となっていた中央区の晴海地区は、選手村予定地となっており、現在整備の真っただ中にある。

### 2020年東京五輪関連施設などの状況
エンブレムの偽造問題やメインスタジアムである国立競技場に掛かる巨額の建設費用からその競技場デザイン変更を余儀なくされた。その結果、ラグビーワールドカップなどの国際的な競技と建設・着工に伴う日程などが大幅に遅れる事態になった。また、東日本大震災の影響から東北の復興に伴う住宅などの建設や現在の日本の建築業界が慢性的な人手不足と円安に伴う資材高騰についても極めて問題になっており、日本企業と同国政府は同国の建築業界で働きたい外国人で日本語ができる人や日本の若者を募集していた。

### 予算
- 大会運営予算は約3000億円を見積もり、IOC からの分配金やテレビ放映権料、チケット収入、スポンサー収入などで賄う。この他、東京都はすでに約4000億円の準備金を積み立てており[2]、仮に大会運営に赤字が発生した場合には政府による財政保証も取り付けている。
- チケット料金は立候補ファイルで「すべてのイベントで会場を満員にすること」を目標に、比較的低価格な設定とした。販売価格は平均7700円で、約6割を4400円に設定。最も高額な開会式も2万円-15万円に設定し、直近のオリンピックと比較しても安価な設定となっている。また、16歳以下の「子供料金」の導入も計画している。

### 宿泊施設
- 東京の計画の強みでもある宿泊施設は選手村から半径10km圏内に約8万7000室、50km圏内では約14万室の客室がすでに存在し、IOC の求める基準を大幅にクリアしている。

### 交通
- 立候補ファイルで「安全性、効率性、利便性、定時運行性は世界最高水準」と記載。総延長1052km、760駅を有し、都心部ならどの地点からでも1.2kmで駅に行けると示している。
- 大会期間中は効率性を高めるため、都営地下鉄大江戸線などの主要路線を24時間運行にすることも規定している。
- その他、24時間運行している約5万2000台のタクシーや都内を走る都営バスなどの交通システムの充実性を示したほか、選手村の最寄り駅となる都営地下鉄大江戸線の勝どき駅の改築も規定している。
- 道路網として重要な役割を果たす首都高速道路の改修を規定し、オリンピック関係者の「専用レーン」を設けることも提示した。

### 2016年招致計画からの変更点
- メインスタジアムが、晴海埠頭に新設予定だった東京オリンピックスタジアムから国立競技場の改築（のちに建て替え）に変更。8万人規模へ建て直し、2019年に日本で開催されるラグビーワールドカップに合わせて完成する。
- 前回招致計画で狭さを指摘された選手村を晴海地区に変更し、より面積を拡大。
- 前回招致計画で選手村予定地だった有明地区に自転車・バレーボール・体操競技を集約。
- 前回招致計画で新設を既存と表記されていた事を指摘された水泳競技会場は、既存の東京辰巳国際水泳場の隣接地にある辰巳の森海浜公園に水泳会場と水球会場を新設する。
- 大井競馬場を中心に行う予定だった近代五種競技を、東京スタジアム及び隣接地に完成予定の武蔵野の森総合スポーツ施設での開催に変更。

## レガシー
オリンピック閉幕後の残る遺産（レガシー）をどのように活用するかも問われる。この場合の遺産とは単に建造物のみならず、再開発に伴う都市景観や環境・持続可能性、さらにオリンピックで醸成されたスポーツ文化やホスピタリティ精神といった「無形の遺産」を根付かせ発展・継承させることも求められ、検討や提案が行われている。

### 文化オリンピアード

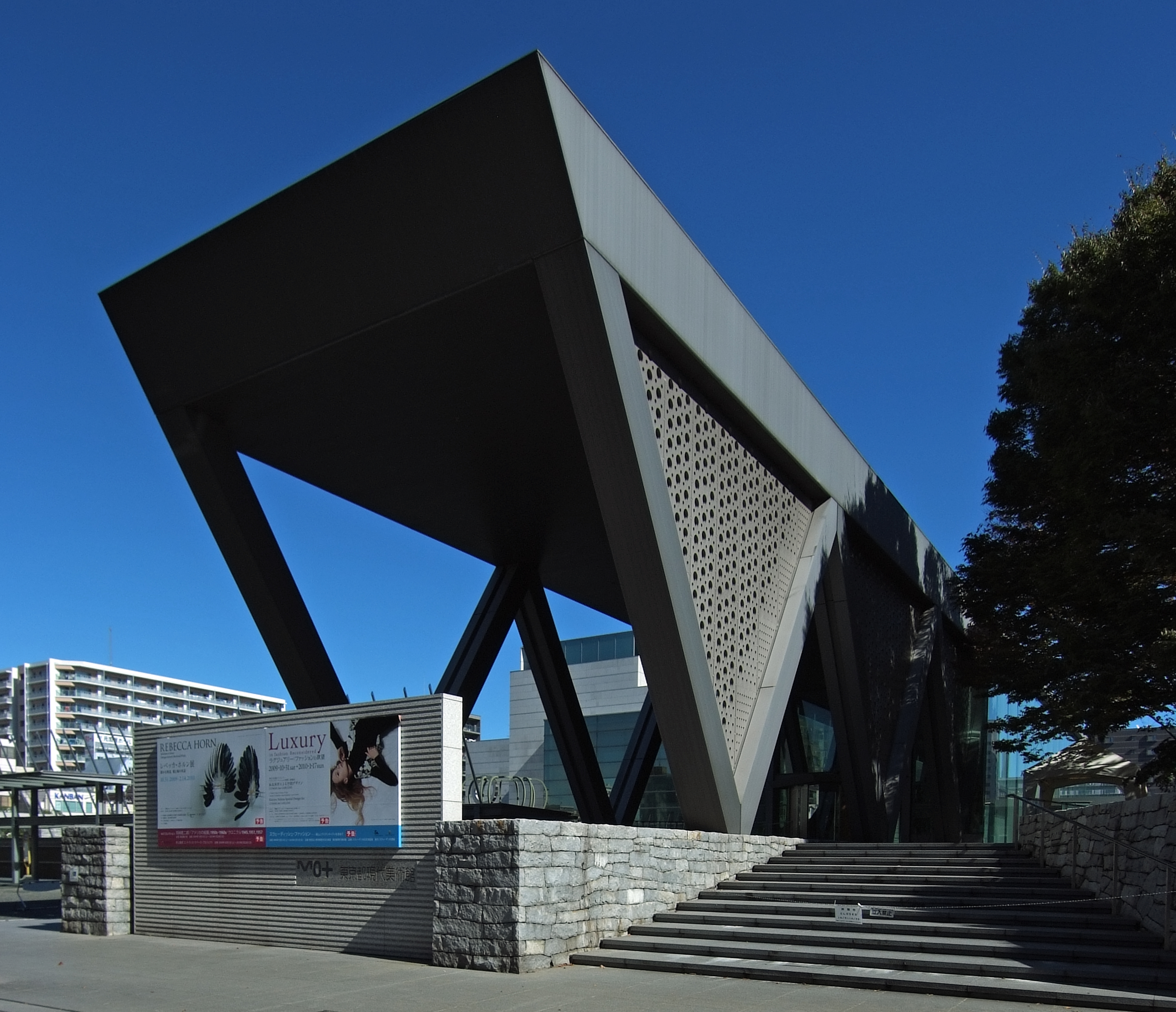
パラリンピックでの障害者アートプログラムは東京都現代美術館が拠点となる

オリンピック憲章と「オリンピックアジェンダ2020」 では、スポーツのみならず文化プログラムとしての文化オリンピアードの実施も呼び掛けており、スポーツ・文化ダボス会議の開催 や東京以外の地域も含め検討が始まった。

### おもてなし
誘致の際に話題となった「おもてなし」の精神を具現化する構想が練られている。

#### ボランティア
オリンピックボランティアは、「オリンピックは競技者だけのものではない」との国際オリンピック委員会の考え方を反映したものである。
東京都ではオリンピック運営を直接支援するボランティアとは別に、増加が見込まれる外国人観光客に対応する観光ボランティアの体制整備も進めている。

#### 情報通信技術

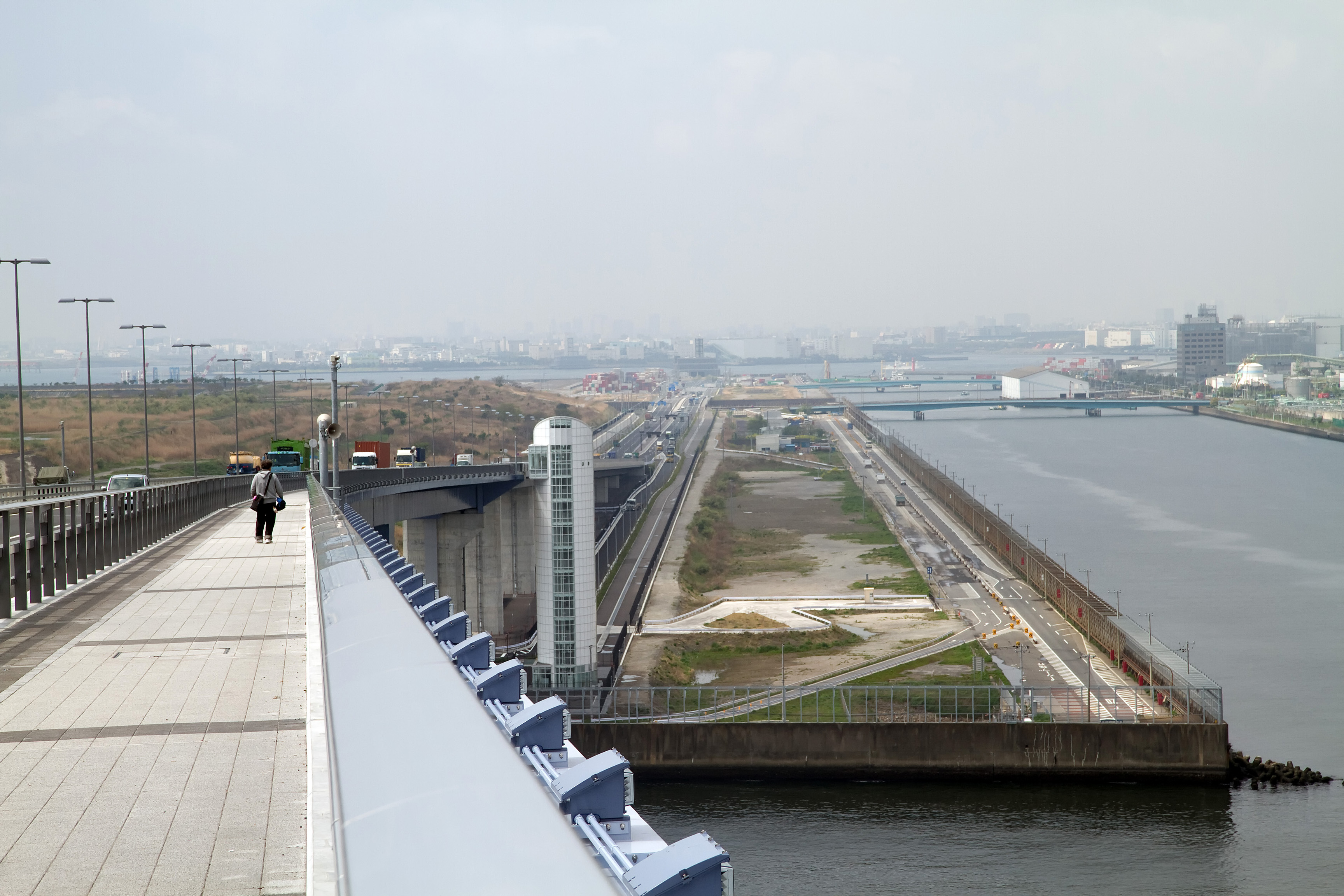
中央防波堤埋立地に造られる海の森水上競技場は閉幕後に文化環境学習センターとなる予定

東京オリンピックでは情報通信技術(ICT)による運営サポートの社会整備を目指している。現状でも訪日旅行者から要望が高い無料公衆無線LAN（Wi-Fi）網の整備や、ハイテクのイメージが強い日本をアピールすべくウェアラブル端末による観戦の実現などが注目される。

### 迎賓館

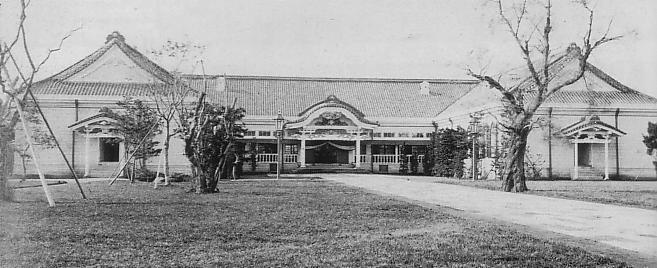
延遼館の古写真

東京都の舛添要一知事は、かつて浜離宮恩賜庭園内にあった延遼館を再建し、オリンピック期間中の都の迎賓館とする計画を表明している。

### 都市計画
オリンピックでの交通渋滞を緩和すべく鉄道網の整備が進められている。
- 山手線の品川駅〜田町駅間に競技場へのアクセス利便性を向上する新駅を開設する[17]
- 虎ノ門ヒルズ脇に会場や選手村を結ぶバスターミナルが設置される予定から、東京メトロ日比谷線の霞ケ関駅〜神谷町駅間に新駅を開設する[18]
- この他、複数の羽田空港アクセス線構想も浮上しているが、路線によってはオリンピックまでの開業が困難な計画もある

東京都は水上交通の見直しも進めており、羽田空港と都心を結ぶ航路を計画している。
東京都はオリンピックを契機に東京を水素社会（水素タウン）化し、再生可能エネルギーによるエネルギー効率の高い都市であることをオリンピックを通してアピールする計画を表明。

### 関連競技会
東京オリンピックの開催をうけ、国際オリンピック委員会が公認するスペシャルオリンピックスとデフリンピックの誘致も目指す動きがある。

## 開催反対論
オリンピック開催に関する反対意見は、国や地域、開催年に関わらず出されるが、当オリンピックに関しても同様である。当オリンピック開催反対への主張としては、「オリンピックの他にすべきことがある」、「金の無駄遣い」、「オリンピックよりも被災地の支援・市民生活向上に金を使うべき」等々がある。
しかしながら、これら反対論者の間でも、既に開催が決まったオリンピックに対しては、特定の国や民族に対する偏見や差別がなくなることへの望み、これを機に海外から訪れる外国人に被災地の現状を見てもらうべき、都市が整備されることへの期待、開催するからには盛り上げて欲しい、等々のメッセージが発せられている。

### 開催反対論者
- 小田嶋隆 - 開催賛成派の圧力により自由な意見を言えなくなるのではないかと危惧し、収益目的のオリンピックを東日本大震災の復興や不況からの脱出などの人心を掴みやすい言葉でごまかしていることに違和感を感じると述べている[23]。
- 内田樹 - 現在のオリンピックは商業化しているため反対とする主張[23]。一方で、1964年東京オリンピックでは、国籍に関係なく互いに讃え合う選手たちを見て、世界は仲良くできると感じたという[23]。また、外国や他民族への偏見や差別がある日本の現状を指摘し、これら偏見や差別がなくなるような成熟した国民感情となるのであればオリンピック開催の意義はあるとしている[23]。
- 大宅映子 - 開催はイスタンブールのほうが良かったと述べている[23]。一方で、外国からオリンピックに訪れる人々への気遣い等、ソフト面で優れたオリンピックになることを望んでいる[23]。
- やくみつる - 開催よりも東日本大震災の被災地の現状を考えるべきと述べている[23]。同時に、開催を機に都市の防災に関する整備が強化されることを望んでいる[23]。
- 津田大介 - 東京ではなく、東日本大震災のあった東北で開催して欲しかったと述べている[23]。オリンピックにより外国から訪れる観光客が、東日本大震災の被災地を訪れられるような仕組み作りを希望している[23]。
- 想田和弘 - 安倍晋三の国際オリンピック委員会での福島第一原子力発電所汚染水事故に関して「状況はコントロールされている」とする発言が、福島第一原子力発電所事故とオリンピックを結びつけたとし、注目していきたいと述べている[23]。
- 久米宏 - 当オリンピックにおける問題点を指摘し、「オリンピックより優先すべきことがある」、「汚染水問題の深刻化露呈や、それにかかる専門家の招聘などすべてオリンピック開催が決まってからだ」、「東京で開催するのに、東日本大震災の被害を受けた東北の復興に役立つと言っている人々がいる」、「オリンピックにかかる費用をすべて東日本大震災の復興に寄付したほうが被災地のためである」、「様々な問題を抱える中でオリンピック開催のお祭り騒ぎには同調できない」等々、開催に反対している[24]。その一方では、オリンピックそのものには反対しているわけではないとも述べおり[24]、東京パラリンピックには賛成している。
- 赤川次郎 - 「テロ等準備罪」を新設する改正組織的犯罪処罰法の採決に際して、2017年6月15日の朝日新聞の「声」欄に、「これがなければ五輪が開けない? ならば五輪を中止すればよい。」といった内容の自身の投稿が掲載された[25]。
- 坂茂 - 2012年の新国立競技場建築コンペに応募はしたものの、中東・イスラム圏で最初の五輪となることから、開催地選考の時点では絶対にイスタンブールにすべきだと思っており、「それが、まぁ東京に決まった」との印象を持ったという[26]。
- 浅田彰 - 共同で運営するウェブサイトに「新国立競技場問題をめぐって」という文章を2016年1月4日付で寄稿し、文章中で「その前に「そもそも論」を言えば、そもそもオリンピックを招致したのが間違っていたのは明らかです。ロサンゼルス大会の頃から、現代のオリンピックは、ポピュリスト政治家、土木建設業者、そしてマス・メディアと広告代理店のためのカネまみれのイヴェントになり果てた。「アスリート・ファースト」と言うけれど、それなら良い季節を選んで10月10日に開会した1964年東京大会の例に倣えばいいものを、欧米を中心とするTVのプロ・スポーツ中継がシーズン・オフになる真夏の猛暑の中でしか開けなくなっている。実は、インターネットでのストリーミングなどが盛んになって、10億人以上がTV中継でオリンピックを見る、従ってTV局やスポンサーが巨額の放映権料を支払うというビジネス・モデルは時代遅れになっているのだけれど、そういう状況だからこそ古いマス・メディアや広告代理店（日本なら電通）はオリンピックという「キラー・コンテンツ」にいっそう固執するのでしょう」と分析した。また復興については、安倍首相がIOC総会で発言した通り福島第一原発が「統御下にある」ならば、「東北の復興を加速するためにも東京ではなく福島でオリンピックを開催すべきだった」「現在の日本にとっての急務は4年たっても被災者の生活再建が遅々として進まない状況の打開であって、本当はオリンピックなど開催している余裕はない」「この問題自体、日本がオリンピックを開催すべき状況にないという現実の明白なあらわれ」と述べている。招致についても「出来レースで福岡に勝った東京も、結局2016年オリンピックの招致に失敗したわけですね。ならば東京は手を下せばよかったのに、いわば惰性で手を挙げていたら、2020年は（略）財政的に余裕があるとみなされた東京が安全パイとして選ばれてしまったわけですよ。そもそも招致活動の初期には東京での市民の支持が他都市と比べても低いことがIOCで話題になったくらいで、「日本国民全員が一丸となった招致活動でオリンピックを勝ち取った」というのは結論が出た後にマス・メディアが捏造した幻想です」と断じた。[27]

## 2020東京招致オフィシャルパートナー
実際の大会スポンサーにもなった企業、そうでない企業がある。太字は大会スポンサーになった企業。
（発表順）
- アシックス
- デサント
- ジェイティービー
- 近畿日本ツーリスト（※大会では「KNT-CTホールディングス」としてスポンサー選定）
- ミズノ
- 全日本空輸（ANA）
- 日本航空（JAL）
- 綜合警備保障（ALSOK） - 会社自体の商標で社名呼称でもある「ALSOK（アルソック）」と共に名を連ねていた。所属メダリストの女子レスリング選手・吉田沙保里が誘致活動・ロビー活動へ参加していたことによる。
- ヤフー
- グリー- JOC公式に新規で選定されたのは既存の複数社以外では現在、同社のみ。
- 読売新聞東京本社（※大会では「読売新聞」としてスポンサー選定）
- 丸大食品
- EH
- マルハン - アミューズメント・レジャー系でのカテゴリでは史上初。遊技機関連においても史上初。
- トップツアー（※大会では「東武トップツアーズ」としてスポンサー選定）
- 大和ハウス工業
- トヨタ自動車
- AOKIホールディングス
- セガサミーホールディングス
- 日本生命保険
- 楽天

## 招致アンバサダー
東京2020オリンピック・パラリンピック招致アンバサダー
- 国枝慎吾（パラリンピアン：車いすテニス　アテネ・北京・ロンドンパラリンピック　金メダル）
- 小谷実可子（オリンピアン：シンクロナイズドスイミング　ソウルオリンピックソロ・デュエット　銅メダル）
- 三宅宏実（オリンピアン：ウェイトリフティング　ロンドンオリンピック　銀メダル）
- ドラえもん（招致スペシャルアンバサダー、2013年4月5日 - 9月7日[30][31]）

招致アンバサダー
- 太田雄貴
- 澤穂希
- 鈴木孝幸
- 土田和歌子
- 吉田沙保里

招致"Cool Tokyo"アンバサダー
- 滝川クリステル